# Sø Hovedgård
Sø Hovedgård er en gammel hovedgård, som nævnes første gang i 1433 og sandsynligvis har tilhørt Poul Matthissen, der i 1433 blev adlet med slægten Dyres Våben. Sø ligger på den nordlige del af øen Mors, i Sejerslev Sogn, Morsø Nørre Herred, Thisted Amt, Morsø Kommune. Hovedbygningen er opført i 1861.
Sø Hovedgård Gods er på 273 hektar med Kronborg.

## Ejere af Sø Hovedgård
- (1433-1470) Poul Matthissen Dyre
- (1470-1486) Anders Jepsen Grubbe
- (1486-1488) Jep Andersen Grubbe
- (1488-1507) Anne Poulsdatter gift (1) Grubbe (2) Dyre
- (1507-1539) Ivar Clausen Dyre
- (1539-1547) Claus Ivarsen Dyre
- (1547-1556) Slægten Dyre
- (1556-1559) Mogens Clausen Dyre
- (1559-1587) Jens Clausen Dyre
- (1587-1632) Ivar Jensen Dyre
- (1632-1637) Mourids Brun
- (1637-1646) Claus Kaas
- (1646-1656) Enevold Clausen Kaas
- (1656) Agnete Clausdatter Kaas gift Mylting
- (1656-1663) Peder Henriksen Mylting
- (1663-1675) Agnete Clausdatter Kaas gift Mylting
- (1675-1687) Claus Unger
- (1687-1690) Peder Rodsteen
- (1690-1691) Jørgen Jørgensen
- (1691-1695) Evert Weinman
- (1695-1696) Christian Stistrup
- (1696-1731) Gunde Jensen
- (1731) Jesper Andersen Todbøl
- (1731-1749) Søren Nielsen
- (1749-1763) Thomas Poulsen Momtoft
- (1763-1768) Laurits Ammitzbøll
- (1768-1772) Jens Peter Woydemann
- (1772-1820) Jens Stadel
- (1820-1831) Sigbrit Illum gift Stadel
- (1831-1841) Frederik Hauch Jensen Stadel
- (1841-1860) Jens Frederiksen Stadel
- (1860-1881) Sigbrit Jensdatter Illum Stadel gift Sonnesen
- (1881-1911) Charles Christian Mansa
- (1911-1912) Enke Fru Mansa
- (1912-1915) Frederik Mansa
- (1915-1918) N. Basballe
- (1918-1919) Konsortium
- (1919-1955) Niels Riis
- (1955-1980) Johannes Nørhave Riis
- (1980-2001) Niels Riis
- (2001-2012) Niels Riis / Johannes Riis
- (2012-2013) Finansiel Stabilitet
- (2013) Susane Møller